# Curved Air
Curved Air est un groupe britannique de rock, originaire de Londres, en Angleterre. Il est formé en 1970 par des musiciens qui mêlent des éléments de musique classique, folk et musique électronique. Le style qui en résulte est un mélange de rock progressif, folk rock et fusion empruntant des éléments de musique classique. Avec High Tide et East of Eden, Curved Air est l'un des premiers groupes de rock après It's a Beautiful Day et The United States of America à inclure des morceaux de violon. Curved Air compte huit albums studio, les trois premiers ayant atteint l'UK Top 20, et un single à succès (Back Street Luv, 1971) qui atteint la 4e place de l'UK Singles Chart.

## Historique

### Origines
Deux étudiants du Royal College of Music,, Darryl Way (violon) et Francis Monkman (claviers, guitare), font connaissance dans un magasin de musique, alors que Way teste son premier violon électroniquement amplifié. En 1969, ils fondent le groupe Sisyphus, selon C. Keyes, avec Nick Simon (piano), Rob Martin (basse) et Florian Pilkington-Miksa (batterie).
Le groupe est engagé pour accompagner la pièce de Galt MacDermot Who the Murderer Was au Mercury Theatre de Notting Hill. Ils y sont repérés par un jeune imprésario, Mark Hanau, qui les met en contact avec une jeune chanteuse folk, Sonja Kristina. Elle rejoint Sisyphus au début de l'année 1970. Après le départ de Nick Simon, le groupe est rebaptisé Curved Air, sur une idée de Monkman qui souhaite ainsi rendre hommage au A Rainbow in Curved Air de Terry Riley.

### Première formation
Curved Air signe chez Warner Bros. Records durant l'été 1970, devenant le premier groupe britannique signé par la société. Le groupe reçoit une avance de 100 000 livres. Un premier 33 tours, Air Conditioning, paraît en novembre 1970. Il s'agit du tout premier picture-disc commercialisé, un argument de vente qui le fait atteindre la 8e place de l'UK Albums Chart. En revanche, le 45 tours It Happened Today n'entre pas dans les classements.
En juillet 1971, le deuxième single du groupe, Back Street Luv, se classe no 4 au Royaume-Uni. Son deuxième album sort au mois de septembre, avec Ian Eyre en remplacement de Rob Martin à la basse. Simplement intitulé Second Album, il se classe 11e. Cependant, des différences profondes commencent à naître entre Way et Monkman : leurs compositions sont strictement réparties sur les deux faces du disque.
La même structure est reprise pour le troisième album de Curved Air, Phantasmagoria, enregistré avec encore un nouveau bassiste, Mike Wedgwood. Sorti en avril 1972, Phantasmagoria se classe 20e au Royaume-Uni, mais le groupe éclate peu après. Way fonde un nouveau groupe, Darryl Way's Wolf, tandis que Monkman devient musicien de studio.

### Formations changeantes
Sonja Kristina et Mike Wedgwood forment un nouveau groupe avec Jim Russell (batterie), Kirby Gregory (guitare) et Eddie Jobson (violon et claviers). Ils reprennent le nom de Curved Air, bien que leur musique soit très différente. Sonja Kristina deviendra alors la voix du groupe et son sex-symbol,. Cette formation ne publie qu'un seul album, Air Cut, en 1973. Gregory et Russell partent former Stretch, et le trio restant, renvoyé par Warner Bros. devant les ventes décevantes d'Air Cut, se sépare. Jobson remplace Brian Eno au sein de Roxy Music, tandis que Wedgwood rejoint Caravan.
Le quatuor original se réunit en 1974 avec le bassiste Philip Kohn (membre du groupe de Darryl Way, Stark Naked and the Car Thieves) pour une tournée britannique uniquement destinée à régler ses arriérés de dettes. Cette tournée donne lieu à un album simplement intitulé Live, puis Monkman et Pilkington-Miksa quittent à nouveau le groupe.
Cependant, Curved Air poursuit son existence : Way, Kristina et Kohn sont rejoints par Mick Jacques (guitare) et Stewart Copeland (batterie), tous deux également membres de Stark Naked and the Car Thieves. Kohn quitte le groupe avant l'enregistrement de l'album Midnight Wire (1975), où divers musiciens de studio assurent les parties de basse. Cet album ne rencontre pas le succès.
Après une série de répétitions intensives chez Martin à Gloucestershire, le quintette lance une tournée britannique bien accueillie avec Black Sabbath pendant une partie. Le groupe tourne avec son propre ingénieur du son, Sean Davies (plus tard producteur du groupe Wolf).
Le groupe se sépare en 1976. Copeland devient célèbre quelques années plus tard au sein du groupe The Police et épouse Sonja Kristina en 1982.

### Réunions
Dans les décennies qui suivent, le groupe connaît plusieurs réunions ponctuelles : en 1984, un single enregistré par Darryl Way et Sonja Kristina paraît sous le nom de Curved Air, et en 1990, Kristina, Way, Monkman et Pilkington-Miksa donnent un unique concert à Londres, capturé sur l'album Alive, 1990, sorti en 2000.
Le groupe se reforme pour de bon au début de 2008 avec Kristina, Way, Pilkington-Miksa et deux nouveaux venus : Andy Christie (guitare) et Chris Harris (basse). Cette formation ré-enregistre d'anciens titres de Curved Air sur l'album Reborn (2008),. L'année suivante, en 2009, Andy Christie est remplacé par Kit Morgan pour leurs dates japonaise les 16 et 17 janvier au Club Citta, de Kawasaki. Le 9 août 2009, Eddie Jobson remplace Darryl Way pour un concert à Chislehurst. Pour leurs dates d'octobre 2009, Way ne peut y participer, et Robert Norton (claviers) et Paul Sax (violon) le remplacent. Sax a joué sur l'album Songs from The Acid Folk (1991) de Kristina et lui et Norton ont participé à son album Harmonics of Love. Cette formation (Kristina, Pilkington-Miksa, Harris, Morgan, Sax and Norton) continue de jouer sous le nom de Curved Air jusqu'en 2013. Le groupe joue au High Voltage Festival à Londres les 23 et 24 juillet 2011 avec Spock's Beard, Jethro Tull, Dream Theater, et Queensrÿche, notamment.
Le sextet continue à se produire sous le nom de Curved Air. Un nouvel album, North Star, paraît en 2014. En novembre 2017, Florian Pilkington-Miksa annonce son départ sur le site web du groupe.

## Discographie

### Albums studio
- 1970 : Air Conditioning (no 8 au Royaume-Uni)
- 1971 : Second Album (no 11 au Royaume-Uni)
- 1972 : Phantasmagoria (no 20 au Royaume-Uni)
- 1973 : Air Cut
- 1975 : Live (en concert)
- 1975 : Midnight Wire
- 1976 : Airborne
- 1990 : Lovechild (démos enregistrées en 1973)
- 1995 : Live at the BBC (en concert)
- 2000 : Alive, 1990 (en concert)
- 2008 : Reborn
- 2014 : North Star

### Singles
- 1971 : It Happened Today / Vivaldi / What Happens When You Blow Yourself Up
- 1971 : Back Street Luv / Everdance (no 4 au Royaume-Uni)
- 1972 : Sarah's Concern / Phantasmagoria
- 1976 : Desiree / Kids to Blame
- 1976 : Baby Please Don't Go / Broken Lady
- 1984 : Renegade / We're Only Human